# Lumière Peak
Lumière Peak är en bergstopp i Antarktis. Den ligger i Västantarktis. Argentina, Chile och Storbritannien gör anspråk på området. Toppen på Lumière Peak är 1 065 meter över havet.
Terrängen runt Lumière Peak är huvudsakligen kuperad, men åt sydväst är den platt. Havet är nära Lumière Peak åt sydväst. Trakten är glest befolkad. Närmaste befolkade plats är Vernadsky Station, 12,2 kilometer nordväst om Lumière Peak. 